# Choi Hee-seo
Dans ce nom coréen, le nom de famille, Choi, précède le nom personnel.
Choi Moon-kyung (coréen : 최희서) dite Choi Hee-seo, née le 24 décembre 1986 à Séoul, est une actrice sud-coréenne.

## Biographie

### Jeunesse et formation
Choi Moon-kyung est née le 24 décembre 1986 à Séoul. Elle fait de littérature anglaise à l'Université Yonsei et théâtrales et de la performance à l'Université de Californie à Berkeley

### Carrière
En 2017, le film Park Yeol de Lee Joon-ik est sa premier succès, pour lequel elle est élue « Meilleure actrice » au Grand Bell Awards après avoir jou Fumiko Kaneko.

## Vie personnelle
Le 28 septembre 2019, elle épouse son petit ami non célèbre lors d'une cérémonie privée,.

## Filmographie

### Cinéma
- 2016 : Dongju : Portrait d'un poète : Kumi
- 2017 : Park Yeol : Fumiko Kaneko
- 2017 : Interpreter : Interprète
- 202p : Deliver Us from Evil : Young-joo

### Télévision
- 2020 : Stranger : Lee Yoo-an